# Celebret
Das (gelegentlich auch der) Celebret, auch Zelebret, (von lat. celebret „er möge zelebrieren“) ist eine Bescheinigung (Litterae commendatitiae), die es einem katholischen Priester erlaubt, in einer fremden Diözese die heilige Messe zu feiern.
Diese Bescheinigung wird vom zuständigen Ordinarius (Bischof oder Abt) ausgestellt und stellt fest, dass der jeweilige Priester frei von kanonischer Zensur ist. Das Konzil von Trient legte fest, dass es keinem fremden Kleriker ohne Beglaubigungsschreiben seines eigenen Ordinariats von einem Bischof genehmigt werden solle, die heilige Messe zu feiern. Im Normalfall soll die Erlaubnis, die heilige Messe zu feiern, keinem Priester einer anderen Diözese ohne die Vorlage dieses unterschriebenen und gesiegelten Dokuments erteilt werden. Das Siegel war früher die wichtigere Voraussetzung, da dieses fälschungssicherer war.

Das Kirchenrecht (CIC) regelt in can. 903 diesen Fall folgendermaßen: 

„Ein Priester ist zur Zelebration zuzulassen, auch wenn er dem Rektor der Kirche nicht bekannt ist, sofern er ein Empfehlungsschreiben seines Ordinarius bzw. seines Oberen vorlegt, das höchstens vor einem Jahr ausgestellt wurde, oder wenn vernünftigerweise anzunehmen ist, daß er bezüglich der Zelebration keinem Hindernis unterliegt.“

Das Celebret sollte von einem kirchlichen Amtsträger der fremden Diözese anerkannt sein. Einem Priester mit einer regulären Bescheinigung oder mit einem bekannten guten Ruf kann das Feiern der Messe erlaubt werden, bis er in angemessener Zeit die Anerkennung nachgeholt hat. Einem Kleriker mit entsprechenden Beglaubigungsschreiben kann das Feiern der heiligen Messe normalerweise nicht versagt werden; allerdings wird erwartet, dass er sich akzeptablen Einschränkungen unterwirft.
In früheren Zeiten war das Celebret sehr wichtig, da es praktisch unmöglich war, die Identität eines fremden Klerikers schnell zu überprüfen. Vor allem für reisende Kleriker, z. B. Militärseelsorger oder Missionare, sowie Priester im Urlaub, auf Tagungen oder bei Katholikentagen ist diese Bescheinigung nach wie vor von Bedeutung.
Die französische Bischofskonferenz führte 2023 für ihren Bereich eine neue Version des Celebrets in Form eines maschinenlesbaren Klerikerausweises im Kreditkartenformat für Priester und Diakone ein. Alle in französischen Diözesen oder Orden inkardinierten bzw. im Lande tätigen Kleriker werden in einer zentralen Datenbank gespeichert, die auch etwa vorliegende kirchenrechtliche Auflagen oder Zelebrationsverbote enthält. Durch das Scannen eines auf der Karte aufgedruckten QR-Codes kann die Echtheit des Ausweises überprüft werden.